# Comté de Lafayette (Missouri)
Pour les articles homonymes, voir Lafayette, Comté de Lafayette et Comté de Fayette.
Le comté de Lafayette (en anglais : Lafayette County) est un comté du Missouri aux États-Unis.
Siège : Lexington.